# Route nationale 216
Pour les articles homonymes, voir Route 216.
 (juin 2018).
Si vous disposez d'ouvrages ou d'articles de référence ou si vous connaissez des sites web de qualité traitant du thème abordé ici, merci de compléter l'article en donnant les références utiles à sa vérifiabilité et en les liant à la section « Notes et références ».
La route nationale 216, aussi appelée la rocade portuaire de Calais, relie le port de Calais à l'autoroute A216. Elle mesure 1,8 km. Elle est gratuite sur l'intégralité de son parcours et est exploitée par la DIR Nord. La vitesse y est limitée à 90 km/h.

## Itinéraire
- Échangeur entre A216, A26 et A16
  -    Début d’autoroute A216
- 3 à 1 km : Calais-centre, Z.A. Marcel Doret, Centre Universitaire
  -  A216 devient RN 216
- 2 à 3 km : Z.I. des Dunes, Calais-Saint-Joseph (demi-échangeur)
- 1 à 5 km : Port Est
  -  Limitation à 70 km/h
  -  Réduction à 2x1 voies
  -  Fin de la route nationale RN 216 en route à accès réglementé
- Port de Calais, à 6 km
- Car ferry